# Берньер-ле-Патри
Бернье́р-ле-Патри́ (фр. Bernières-le-Patry) — коммуна во Франции, находится в регионе Нижняя Нормандия. Департамент коммуны — Кальвадос. Входит в состав кантона Васси. Округ коммуны — Вир.
Код INSEE коммуны — 14065.

## Население
Население коммуны на 2010 год составляло 569 человек.
| 1962 | 1968 | 1975 | 1982 | 1990 | 1999 | 2010 |
| ---- | ---- | ---- | ---- | ---- | ---- | ---- |
| 691  | 658  | 532  | 512  | 485  | 502  | 569  |

## Экономика
В 2010 году среди 353 человек трудоспособного возраста (15—64 лет) 271 были экономически активными, 82 — неактивными (показатель активности — 76,8 %, в 1999 году было 67,0 %). Из 271 активных жителей работали 240 человек (132 мужчины и 108 женщин), безработных было 31 (19 мужчин и 12 женщин). Среди 82 неактивных 26 человек были учениками или студентами, 32 — пенсионерами, 24 были неактивными по другим причинам.